# Opius scaevolae
Opius scaevolae är en stekelart som först beskrevs av Cameron 1907.  Opius scaevolae ingår i släktet Opius och familjen bracksteklar. Inga underarter finns listade i Catalogue of Life.